# Quảng Phúc (phường)
Quảng Phúc là một phường cũ thuộc thị xã Ba Đồn, tỉnh Quảng Bình, Việt Nam.

## Địa lý
Phường Quảng Phúc nằm ở phía đông nam thị xã Ba Đồn, ven sông Gianh và có vị trí địa lý:
- Phía đông giáp biển Đông
- Phía tây giáp phường Quảng Thuận
- Phía nam giáp huyện Bố Trạch với ranh giới là sông Gianh
- Phía bắc giáp phường Quảng Thọ.

Phường Quảng Phúc có diện tích 14,18 km², dân số năm 2019 là 8.450 người, mật độ dân số đạt 596 người/km².

## Lịch sử
Trước đây, Quảng Phúc là một xã thuộc huyện Quảng Trạch.
Ngày 20 tháng 12 năm 2013, Chính phủ ban hành Nghị quyết số 125/NQ-CP. Theo đó, chuyển xã Quảng Phúc về thị xã Ba Đồn mới thành lập, đồng thời thành lập phường Quảng Phúc trên cơ sở toàn bộ 1.435,46 ha diện tích tự nhiên và 10.144 người của xã Quảng Phúc.
Ngày 16 tháng 6 năm 2025, Ủy ban Thường vụ Quốc hội ban hành Nghị quyết số 1680/NQ-UBTVQH15 về việc sắp xếp các đơn vị hành chính cấp xã của tỉnh Quảng Trị năm 2025. Theo đó, sắp xếp toàn bộ diện tích tự nhiên, quy mô dân số của các phường Quảng Phúc, phường Quảng Thọ, phường Quảng Thuận thành phường mới có tên gọi là phường Bắc Gianh.